# August Václav Stwrtnik
August Václav svobodný pán Stwrtnik (uváděn též jako Štvrtnik) (německy Augustin Wenzeslaus Freiherr von Stwrtnik) (3. srpna 1755 Třeboň – 24. října 1841 Pešť) byl rakouský generál. Do rakouské armády vstoupil jako dobrovolník v roce 1773, později se vyznamenal jako důstojník dělostřelectva během napoloenských válek. V hodnosti generálmajora (1809) byl dlouholetým velitelem pevnosti v Budíně (1819–1838). Byl rytířem Řádu Marie Terezie (1802) a v roce 1814 získal titul barona.

## Životopis
Pocházel z rodiny úředníka na schwarzenberských panstvích, narodil se v Třeboni. Do císařské armády vstoupil v roce 1773 jako dobrovolník u dělostřelectva, zúčastnil se války o bavorské dědictví a v roce 1780 byl povýšen na podporučíka. U dělostřelectva postupoval v hodnostech (nadporučík 1786, kapitán 1789) a zúčastnil se obléhání Bělehradu během války s Tureckem (1789). Následně se vyznamenal ve válkách proti revoluční Francii, bojoval v bitvě u Rivoli (1797) a v roce 1799 dosáhl hodnosti majora. V roce 1799 byl přeložen do Tyrolska a v roce 1800 vynikl v bitvě u Marenga. Jako podplukovník (1803) sloužil u dělostřeleckého pluku č. 2. Ve válce roku 1805 bojoval znovu v Itálii a od roku 1808 byl velitelem dělostřeleckého pluku č. 1. V roce 1809 bojoval v bitvě u Wagramu a Znojma.
K datu 24. května 1809 dosáhl hodnosti generálmajora, během Napoleonova tažení do Ruska byl zařazen do dělostřeleckého kontingentu Grande Armée (1812). Po přechodu Rakouska k protifrancouzské koalici se zúčastnil závěrečné fáze napoleonských válek v Německu a Francii. Krátce sloužil jako velitel brigády v Praze a nakonec byl v letech 1819–1838 velitelem pevnosti Budín.V aktivní službě setrval až do věku 83 let, penzionován byl v roce 1838, kdy zároveň obdržel čestnou hodnost polního podmaršála. Poslední roky života strávil v Budapešti, kde také zemřel, od roku 1836 byl držitelem uherského indigenátu.
Během vojenské kariéry obdržel několik vyznamenání, byl nositelem ruského Řádu sv. Vladimíra III. třídy a rytířem bavorského Vojenského řádu Maxe Josefa. Za svou účast v tažení v roce 1800 získal v roce 1802 prestižní Řád Marie Terezie a na základě toho měl nárok na povýšení do šlechtického stavu. Šlechtický titul rytíř získal v roce 1802 a na konci napoleonských válek byl povýšen do stavu svobodných pánů (1814).
V roce 1787 se v Moravské Třebové oženil s baronkou Kateřinou Häringovou (1766–1819), dcerou polního zbrojmistra barona Ferdinanda Häringa. Z manželství se narodily čtyři děti, tři synové a jedna dcera. Dcera Valburga (1798–1855) se provdala za Karla Leopolda Beckera, sekčního radu na ministerstvu zahraničí. Všichni tři synové sloužili v armádě, z nich vynikl nejstarší August (1790–1869), který dosáhl hodnosti polního podmaršála. Druhorozený syn Leopold (1793–1849) byl c. k. plukovníkem a velitelem dělostřeleckého pluku č. 2. Nejmladší syn Ferdinand (1802–1840) byl nadporučíkem u kyrysníků.